# Fundacija za financiranje invalidskih in humanitarnih organizacij
Fundacija za financiranje invalidskih in humanitarnih organizacij je fundacija za financiranje invalidskih in humanitarnih organizacij Slovenije
Njena osnovna dejavnost, s katero  uresničuje svoj namen, je financiranje oziroma sofinanciranje izvajanja posebnih socialnih programov in storitev invalidskih organizacij oziroma programov, sofinanciranje humanitarnih organizacij za reševanje socialnih stisk in težav oziroma reševanje socialnih  potreb posameznikov; delovanja invalidskih oziroma humanitarnih organizacij, naložb v osnovna sredstva invalidskih oziroma humanitarnih organizacij ter njihovo vzdrževanje.
FIHO upravlja s sredstvi, ki jih pridobiva s plačevanjem dajatev za prirejanje iger na srečo po določbah zakona o igrah na srečo Uradni list RS, št. 27/95 s plačili koncesijskih dajatev za trajno prirejanje klasičnih iger na srečo, s plačili koncesijskih dajatev za prirejanje posebnih iger na srečo,  s plačili dajatev za občasno prirejanje klasičnih iger na srečo, s sredstvi, ki jih pridobiva z darili, volili in drugimi prihodki. 

Pravni okviri za ustanovitev so Zakon o spremembah in dopolnitvah Zakona o lastninskem preoblikovanju Loterije Slovenije (ZLPLS-B), Odlok o ustanovitvi FIHO, Zakon o igrah na srečo in Zakon o lastninskem preoblikovanju